# Giambologna

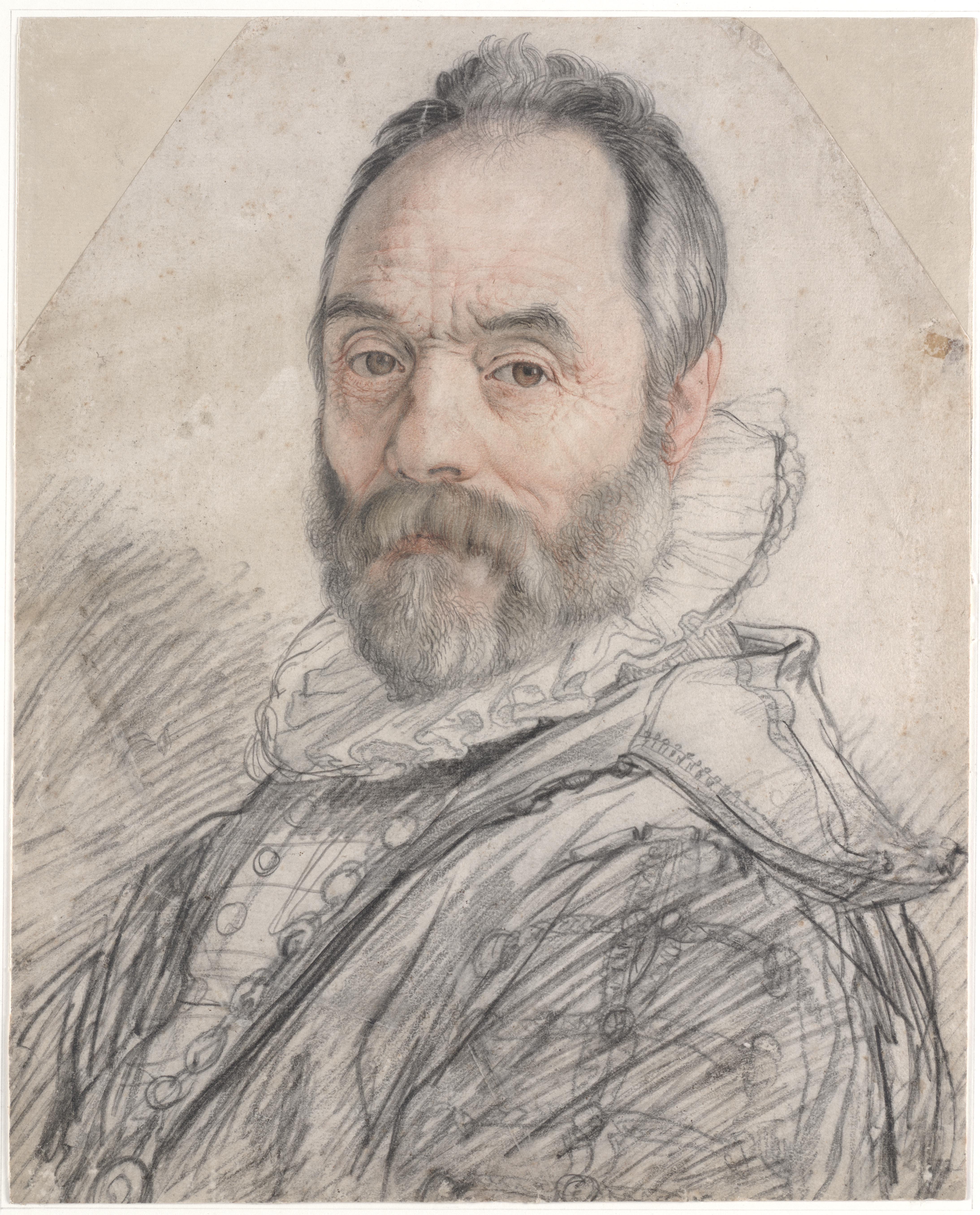
Autorretrato

Giambologna, nascido como Jean Boulogne (também conhecido como Giovanni da Bologna e Giovanni Bologna), foi um escultor maneirista. Nasceu em Douai, Flandres (hoje na França), em 1529, e faleceu em Florença em 13 de agosto de 1608. 
Giambologna tem sido considerado o mais perfeito representante do maneirismo, e seu renome vem de suas obras cheias de movimento, com um precioso polimento de superfície. Entre as mais conhecidas estão o Mercúrio, do qual existem várias versões, o grupo do Rapto das Sabinas, um estátua de São Lucas, o grupo de Hércules e Nesso, e sua série da deusa Vênus, que estabeleceu um novo cânon de proporções para a figura feminina e se tornou modelo para duas gerações de escultores italianos e do norte da Europa. A divulgação de suas grandes obras em cópias reduzidas em bronze fez sua fama se espalhar pela Europa, e desde então seu prestígio não sofreu decréscimo. Seu estilo foi uma influência decisiva sobre De Vries, Puget, Tacca, Franqueville, Bernini e Algardi.

## Biografia
Nascido em uma família de classe média, seus pais queriam fazer dele um notário, mas seu talento foi percebido e ele foi aceito como aprendiz no atelier do escultor e arquiteto Jacques du Broeucq, que havia visitado a Itália e foi um dos principais introdutores do renascimento italiano em Flandres. Permaneceu estudando com ele entre o fim da década de 1540 e o início da de 1550, e seu treinamento prático se deu nas obras da igreja de Sainte-Waudru em Mons, cujo coro estava a cargo de seu mestre. 
Depois de terminar seu aprendizado transferiu-se para a Itália em torno de 1550 , fixando-se em Roma, estudando avidamente a estatuária clássica e fazendo moldes em cera de obras célebres, dentre as quais são citadas como influência para suas criações posteriores principalmente o Laocoonte e O suplício de Dirce, duas obras-primas do helenismo que haviam sido descobertas há pouco tempo. É possível que tenha entrado em contato pessoal com Michelangelo e também e com Guglielmo della Porta, com quem teria aprendido a técnica da escultura em bronze. 

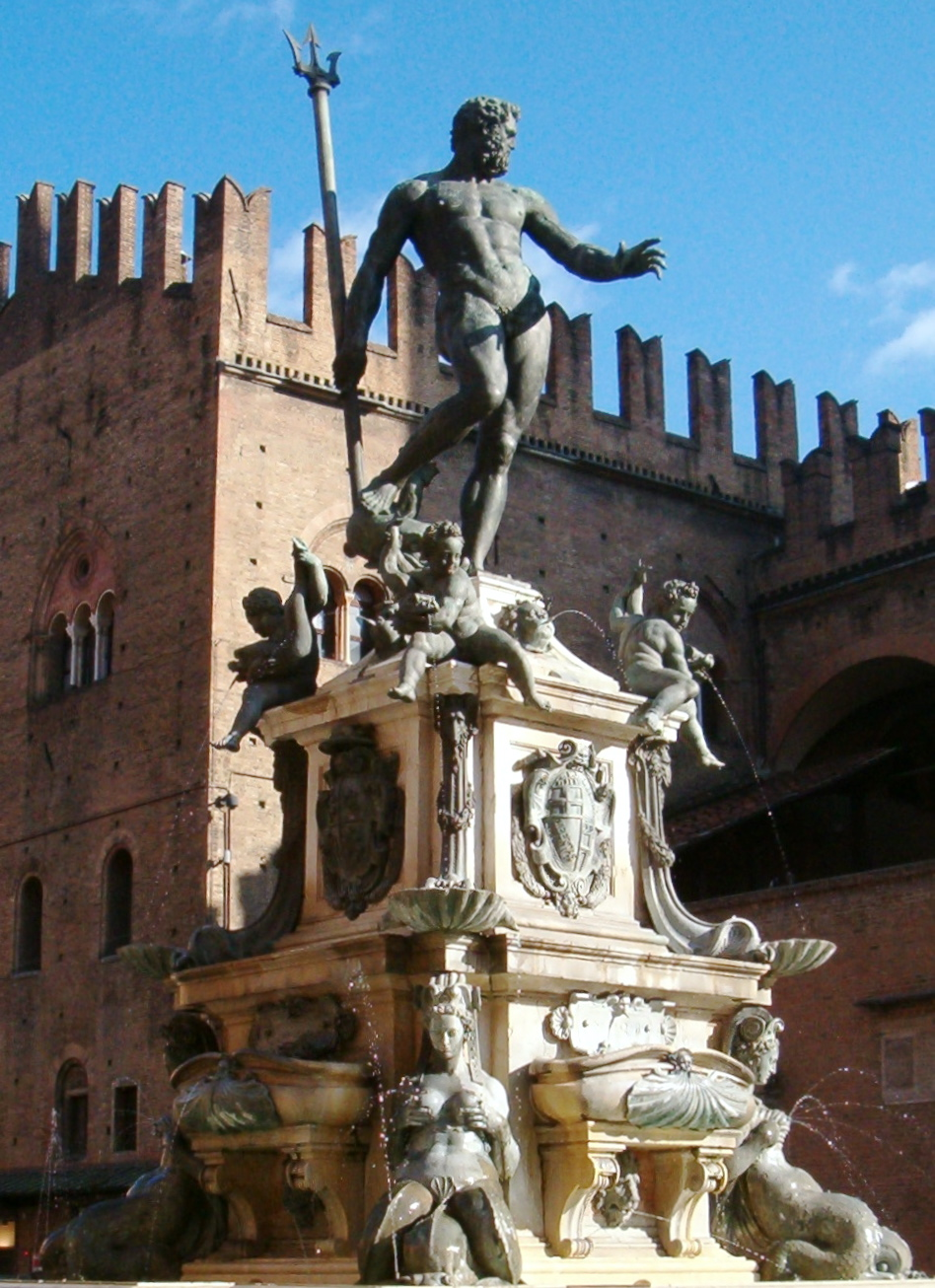
A Fonte de Netuno, Bolonha

Sua visita à Itália devia ser temporária, e quando começou sua viagem de volta em torno de 1553 passou por Florença, onde os modelos que havia feito em Roma causaram boa impressão no mecenas Bernardo Vecchietti, que passou a lhe encomendar obras, entre as quais uma Vênus que se perdeu, mas da qual sobrevive um modelo. A amizade com Vecchietti lhe foi de grande valia, e através dele foi apresentado ao Grão-Duque Francesco I de Medici. Considerando que a cidade poderia lhe oferecer boas condições de trabalho, decidiu fixar-se ali. Mas sua ascensão não foi rápida, já que a cidade estava cheia de artistas afamados e ele teve de se contentar com encargos de menor importância, como o brasão da família Medici para o Palazzo di Parte Guelfa, e depois um relevo em alabastro intitulado Alegoria de Francesco I. 

### Primeiras obras
Sua primeira obra importante foi o Baco, de 1560, executado para Lattanzio Cortesi, e no mesmo ano participou de um concurso para a Fonte de Netuno a ser instalada na Piazza della Signoria, mas cujo vencedor foi Bartolomeo Ammanati. Apesar disso foi uma oportunidade de divulgar seu trabalho, e o modelo que ele propôs recebeu críticas favoráveis. Logo depois do concurso, em 1562 Giambologna recebeu a primeira encomenda de uma obra importante para Francesco I, o Sansão e o filisteu , que é o primeiro exemplo significativo de sua habilidade de criar uma composição cheia de dinamismo e passível de ser apreciada de todos os ângulos. Deveria ter sido instalada em uma fonte em Florença mas acabou por ser oferecida à Espanha. De lá passou para a posse do Príncipe de Gales, o futuro Carlos I, e logo se tornou a mais célebre escultura italiana na Inglaterra, hoje fazendo parte da coleção do Victoria and Albert Museum .
Em 1563, foi chamado a Bolonha para realizar o Netuno da fonte na Piazza Maggiore, cuja estrutura fora projetada por Tommaso Laureti e que fazia parte da renovação urbanística da cidade ordenada pelo papa Pio IV. Enquanto trabalhava no Netuno o delegado papal solicitou a Giambologna uma estátua para ser instalada no pátio do Archiginnasio, a sede da veneranda Universidade de Bolonha, que deveria representar Mercúrio apontando para o céu, simbolizando a origem divina do saber. O projeto acabou não sendo realizado, mas resultou num modelo que constitui a primeira de uma série de estátuas do deus que culmina no célebre Mercúrio voando, muito mais dinâmico do que o projeto original, pousando apenas a ponta do pé sobre o sopro de um zéfiro, o que lhe confere uma sensação notável de ausência de peso, liberdade de movimento e graça.

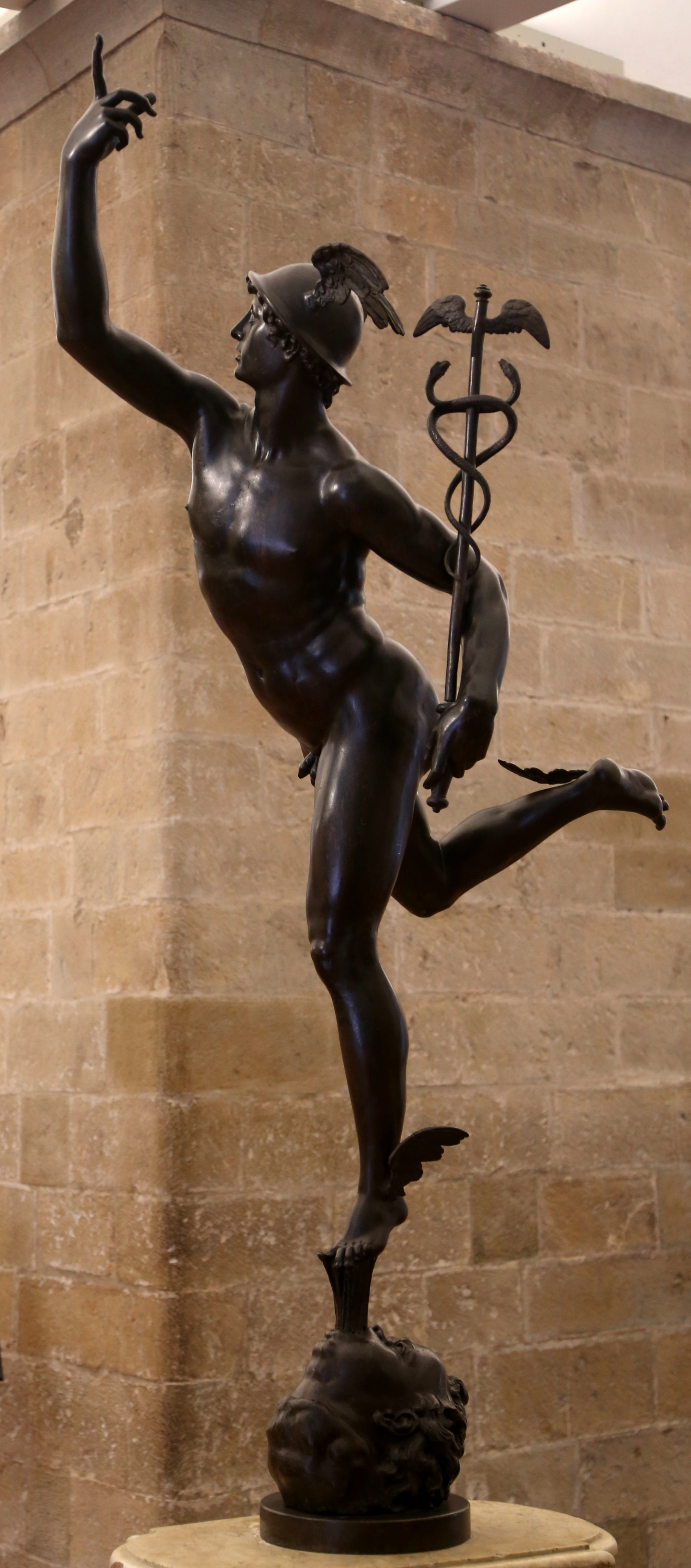
Mercúrio voando, Museu do Bargello

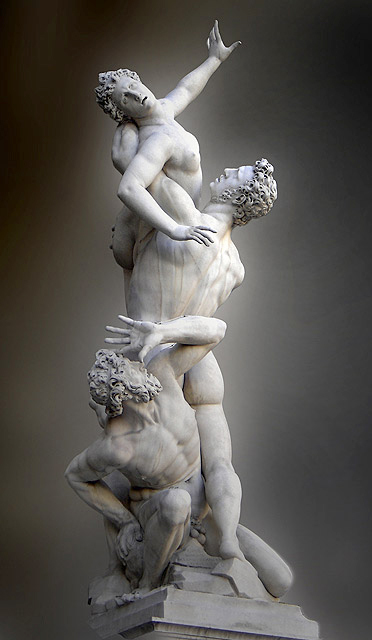
O Rapto das Sabinas, Loggia dei Lanzi

De volta a Florença em 1556, o escultor apresentou o Mercúrio aos Medici, que, entusiasmados, ordenaram a sua fundição para enviá-lo como presente diplomático ao imperador Maximiliano II, como parte dos entendimentos entre a corte florentina e a austríaca para a o casamento de Francesco I com Joana da Áustria. Quando as bodas foram realizadas ele foi encarregado de criar uma alegoria para as festividades, o grupo Florença derrotando Pisa, que foi instalada no Palazzo Vecchio e hoje se conserva no Museu do Bargello. Logo depois fez estátuas para duas fontes incompletas, uma na Villa Medicea della Petraia, a Vênus de Florença (1570-71), e outra representando o deus Oceano (1572-76), uma grande composição em mármore para os Jardins de Boboli do Palazzo Pitti. Outra Vênus foi criada para a fonte da Gruta do Buontalenti (1575), e depois foi encarregado de uma escultura monumental do deus Apenino para o parque da Villa di Pratolino.

### Capela Grimaldi e Capela Salviati
Em 1579, recebeu a encomenda da decoração da Capela Grimaldi, a convite do Doge de Gênova, e da Capela Salviati, em Florença. A Capela Grimaldi já não existe, mas as composições em bronze de Giambologna foram preservadas e hoje estão na Universidade de Gênova. O grupo compreende sete relevos ilustrando a Paixão de Cristo, seis alegorias das Virtudes, e seis anjos. Nos relevos ele conseguiu criar efeitos em escultura que se aproximam da pintura, e seu estilo, submetendo-se às prescrições de imediata inteligibilidade estabelecidas para criação de arte sacra pelo Concílio de Trento, mostra uma bem sucedida adaptação em sua estética, onde abandona a retórica e adota uma forma narrativa mais direta . Suas composições para a Capela Salviati seguem em linhas gerais o mesmo estilo da outra.

### O rapto das Sabinas
Em 1581, Giambologna iniciou a que hoje se considera sua obra-prima, o Rapto das Sabinas, finalizada em torno de 1582. Aparentemente a escultura não foi produto de encomenda, tendo sido realizada como demonstração de virtuosismo. Quando Francesco I viu a obra ficou tão entusiasmado que ordenou sua instalação em um local prestigioso, a Loggia dei Lanzi, na praça principal da cidade, junto ao Palazzo Vecchio. A presença ali de um trabalho anterior de Benvenuto Cellini, o Perseu, uma obra também célebre, levou o autor a sugerir um tema relacionado para batizar a obra . Por fim decidiu-se pela história das Sabinas. Um estudo preparatório conservado no Museu Nacional de Capodimonte mostra apenas duas figuras, mas o artista revisou a composição adicionando o velho na base. Existem dois estudos em cera em pequena escala mostrando o arranjo final, e um modelo em gesso em tamanho definitivo. Mais tarde a obra foi reproduzida inúmeras vezes em pequeno formato, se tornando peças cobiçadas por colecionadores. 
O Rapto é um façanha em termos de técnica, esculpida em um único bloco de mármore, com 4,10 m de altura. A composição, de grande originalidade, é uma contribuição magistral para a solução de um problema estético que estava em debate desde décadas antes e havia sido apresentado formalmente por Benedetto Varchi em sua Inchiesta (1546), relativo à disputa sobre a primazia da escultura ou da pintura. Os defensores da escultura argumentavam que ela era superior pois oferecia mais de um ponto de vista para o espectador, e Cellini havia respondido dizendo que uma estátua idealmente não deveria ter menos de oito ângulos satisfatórios. Esse debate inaugurava uma nova forma de ver o diálogo entre obra e público, exigindo deste uma participação maior, uma busca mais ativa na contemplação de vários ângulos, e não de apenas do plano frontal, como ocorre na pintura. O Rapto de Giambologna é uma composição do tipo figura serpentinata, de movimento helicoidal que pode ser visto em qualquer ângulo com sucesso, uma tipologia que havia sido proposta por Leonardo e explorada por Michelangelo, mas a peça de Giambologna é a primeira grande obra da arte renascentista a resolver todos os ângulos satisfatoriamente e oferecer pontos de interesse em qualquer posição . Hoje o original, que estava ameaçado pela poluição e pela ação de vândalos, se encontra na Galleria dell'Accademia, tendo sido substituído por uma réplica.

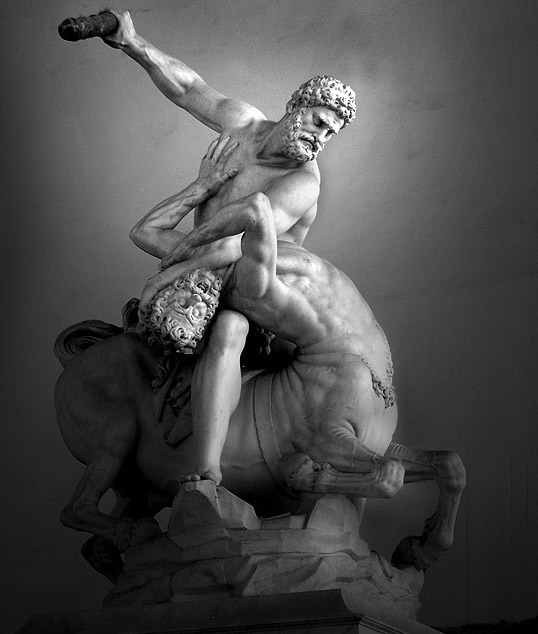
Hércules e Nesso, Loggia dei Lanzi

### Monumentos equestres
A Estátua equestre de Cosimo I foi encomendada em 1587 por Ferdinando I em memória de seu pai Cosimo I, que foi o primeiro Grão-Duque da Toscana. Foi a primeira em seu gênero a ser fundida em Florença. O autor se inspirou em monumentos semelhantes criados por Donatello em Pádua e Veneza, e para o cavalo seu modelo foi uma cabeça etrusca que existia na coleção grão-ducal. O cavalo ficou pronto em 1591 e foi logo fundido, e a figura do Grão-Duque foi terminada em 1594, sendo o conjunto instalado em um pedestal marmóreo adornado com os brasões familiares dos Medici e com relevos ilustrando cenas da vida do retratado. A obra causou grande impressão e resultou em encomendas semelhantes para o monumento de Henrique IV em Paris (destruído na Revolução Francesa), Madrid, para homenagear Filipe III, e outra para a mesma Florença, ora em honra a Ferdinando I. Estas obras derivativas foram completadas por seu discípulo Tasca após a morte do autor. . 

### Últimas obras
Dentre as últimas grandes composições de Giambologna está o grupo de Hércules e Nesso, realizado em torno de 1599, ilustrando a cena em que Hércules mata o centauro Nesso, o raptor de Dejanira, com as duas figuras entrelaçadas captando o momento central da dramática luta. O estilo é semelhante ao do Rapto, e seu acabamento é igualmente primoroso. Outra é a estátua de São Lucas (1602), instalada na igreja de Orsanmichele, em Florença, de menor impacto mas com sóbria dignidade.

## Outras obras

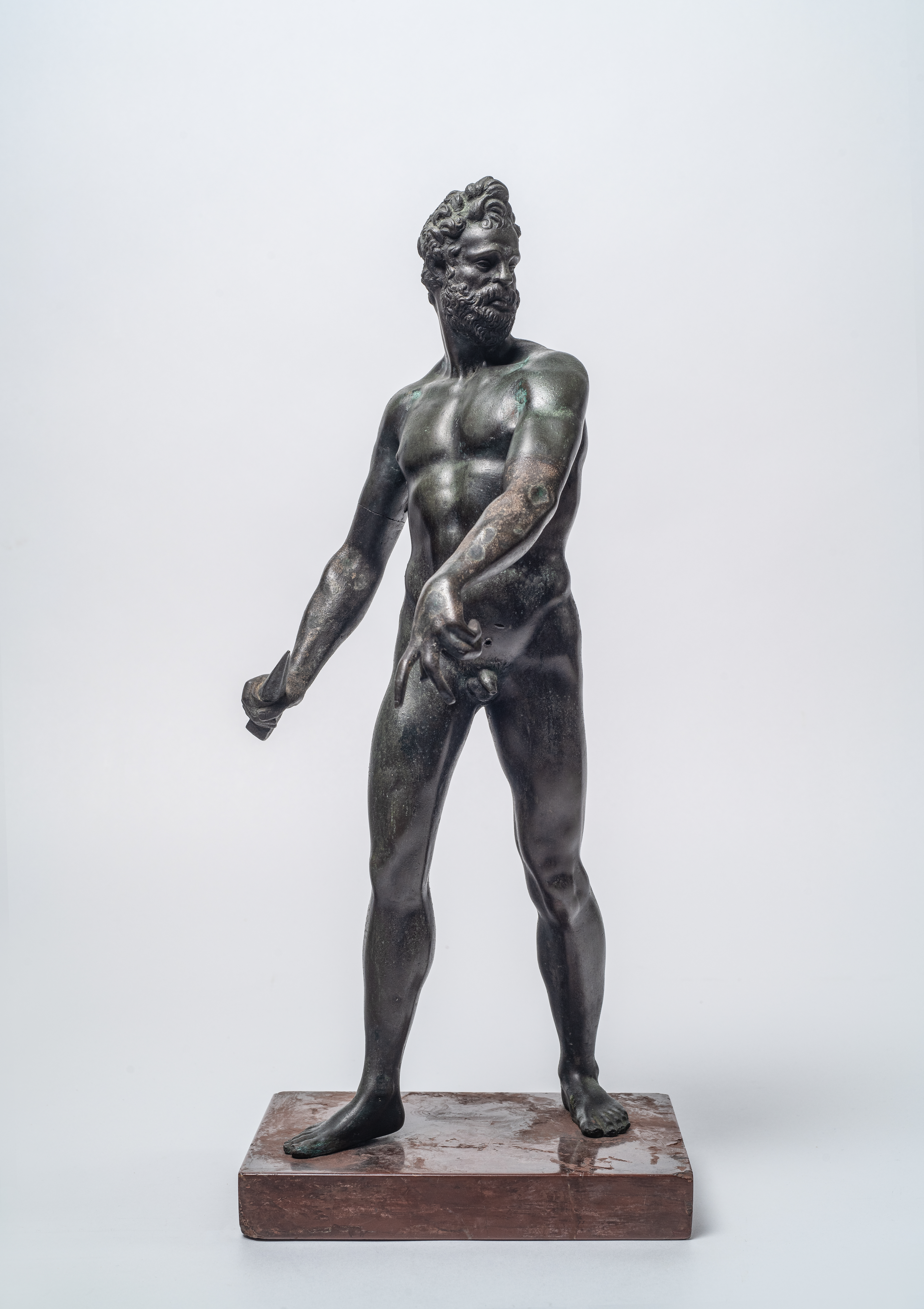
Guerreiro (Marte), 1529, Bronze. Casa Museu Eva Klabin
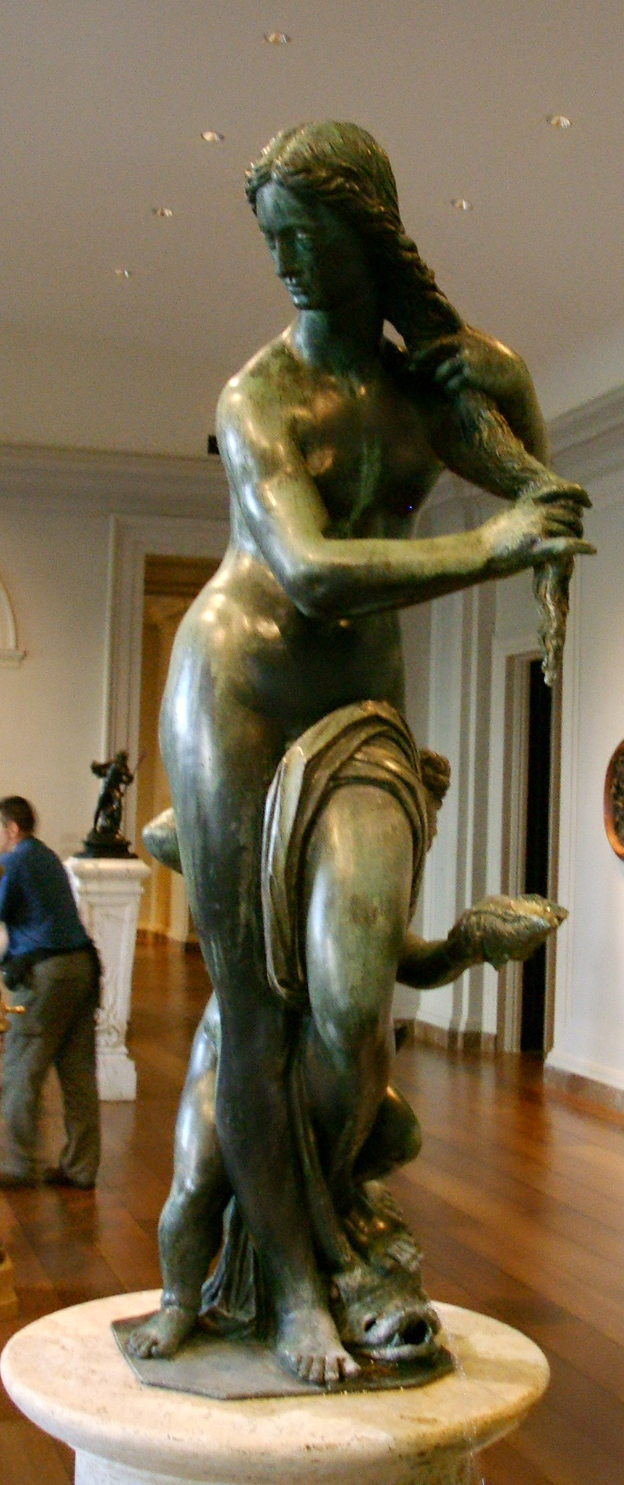
Vênus no banho, National Gallery of Washington
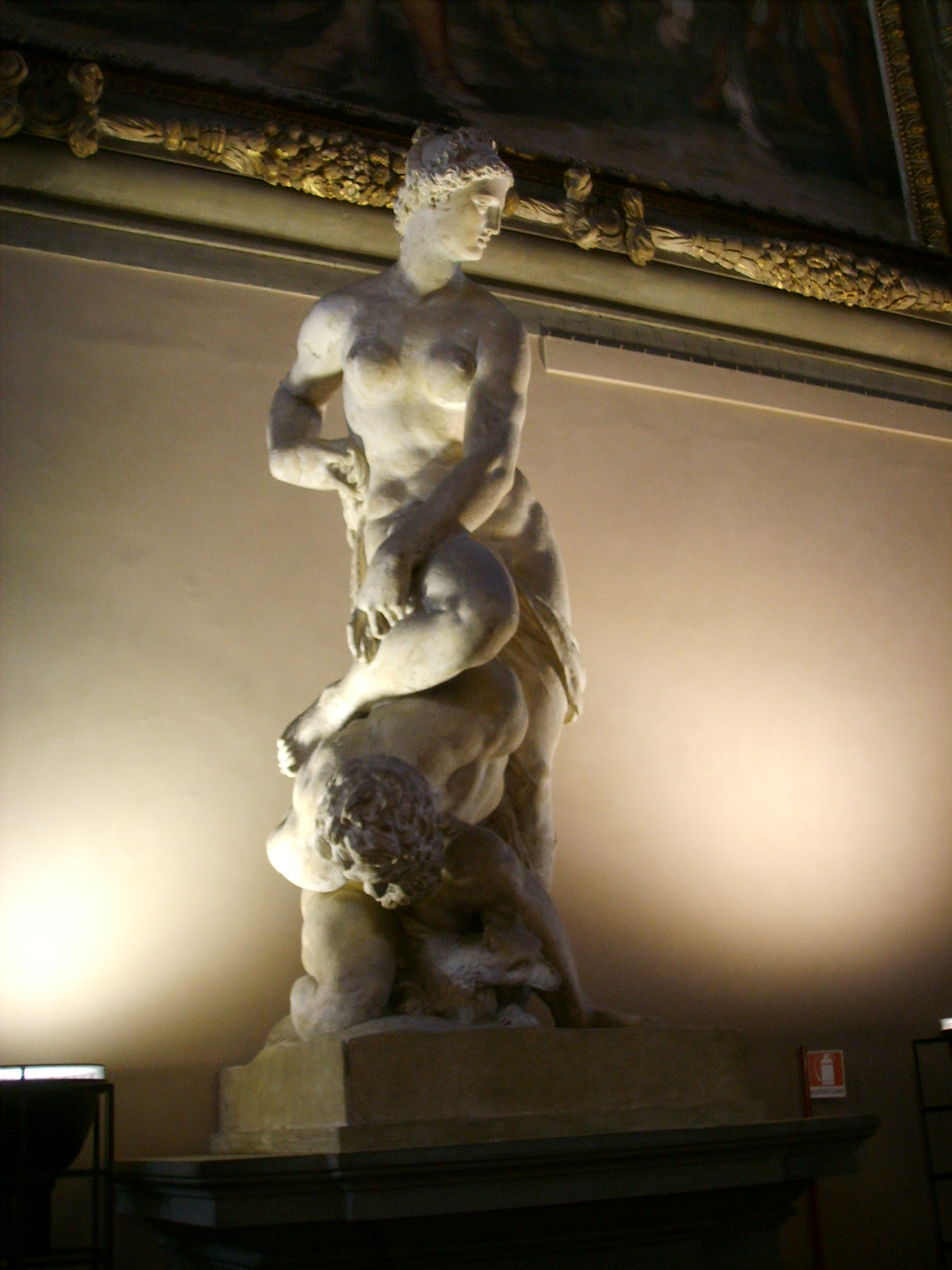
Florença vencendo Pisa, Palazzo Vecchio
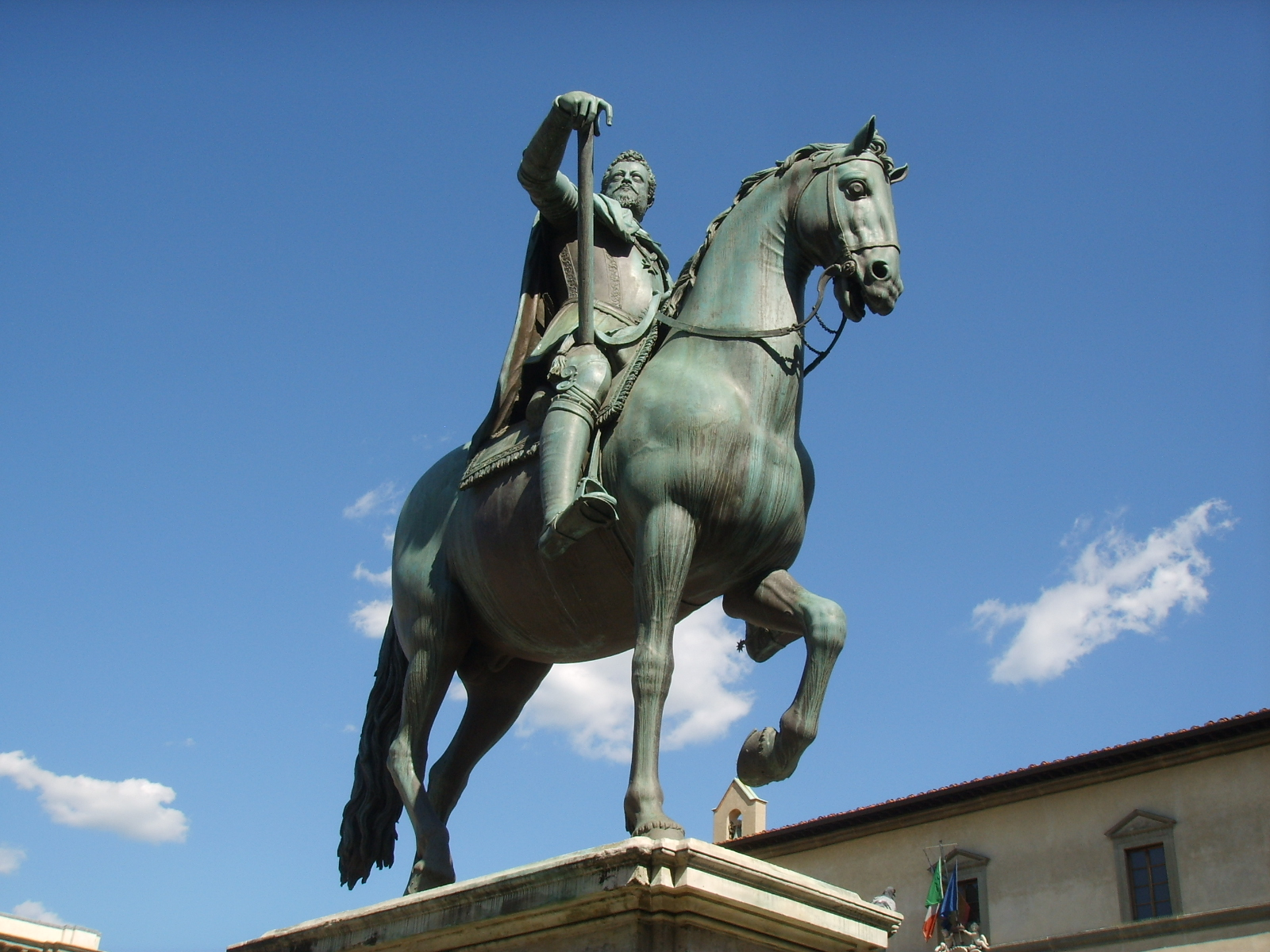
Monumento eqüestre a Ferdinando I, Florença
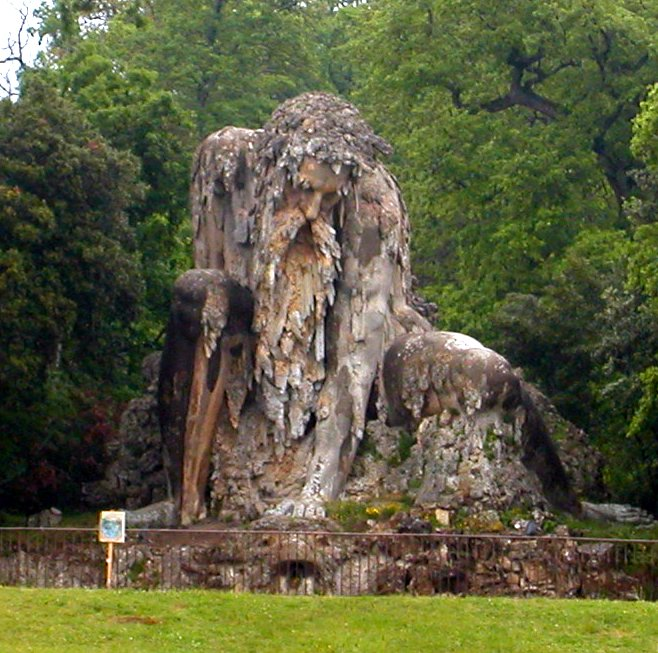
O deus Apenino, Jardins de Boboli, Palácio Pitti